# Siebenkampf-Länderkampf der Frauen 1986 BR Deutschland – Sowjetunion
| 8. Leichtathletik-Länderkampf mit bundesdeutscher Beteiligung 1986 | 8. Leichtathletik-Länderkampf mit bundesdeutscher Beteiligung 1986 |
| ------------------------------------------------------------------ | ------------------------------------------------------------------ |
|                                                                    |                                                                    |
| Siebenkampf-Vergleich der Frauen: BR Deutschland – Sowjetunion     |                                                                    |
| Austragungsort                                                     | Filderstadt-Bernhausen                                             |
| Wettbewerbe                                                        | 1                                                                  |
| Datum                                                              | 14./15. Juni                                                       |
| 1. URS 2. FRG                                                      | 24.592 Punkte 22.454 Punkte                                        |
| Chronik                                                            |                                                                    |
| ← FRG-URS 10kampf (M)                                              | ITA-FRG/FRG-HUN (F) →                                              |

Den achten Vergleich des Länderkampfjahres 1986 bestritten die bundesdeutschen Siebenkämpferinnen parallel mit ihren männlichen Mehrkampfkollegen am 14./15. Juni ebenfalls gegen die Sowjetunion. Gastgeber war auch dabei der baden-württembergische Ort Filderstadt-Bernhausen. Es war das sechzehnte Aufeinandertreffen der sowjetischen und deutschen Frauen in einem Mehrkampf, zugleich das fünfte in einem Siebenkampf, nachdem es zuvor elf Begegnungen als Fünfkampf gegeben hatte. Die Gesamtbilanz lautete elf zu vier für die Sowjetunion.

## Modus
Jedes Team trat mit sechs Athletinnen an, von denen die vier Besten durch Addition ihrer Punktzahlen gewertet wurden.

## Ergebnis
Auf den Rängen eins bis fünf in der Einzelwertung platzierten sich gleich fünf sowjetische Siebenkämpferinnen und so gab es einen eindeutigen Gesamterfolg für die Sowjetunion. Mit 22.454 zu 24.592 Punkten mussten die bundesdeutschen Sportlerinnen eine klare Niederlage hinnehmen. Allerdings waren die bundesdeutschen Siebenkämpferinnen hier nicht mit ihren Athletinnen aus der ersten Reihe am Start.

## Legende
Kurze Übersicht zur Bedeutung der Symbolik – so üblicherweise auch in sonstigen Veröffentlichungen verwendet:
| NMH | keine Höhe (No Mark) |

## Resultat

### Siebenkampf
| Platz | Name                 | Nation | Punkte | 100 m Hürden | Hoch- sprung | Kugel- stoßen | 200 m   | Weit- sprung | Speer- wurf | 800 m       |
| ----- | -------------------- | ------ | ------ | ------------ | ------------ | ------------- | ------- | ------------ | ----------- | ----------- |
| 01    | Swetlana Filatjewa   | URS    | 6327   | 13,63 s      | 1,82 m       | 13,51 m       | 24,62 s | 6,38 m       | 45,30 m     | 2:16,47 min |
| 02    | Larissa Nikitina     | URS    | 6213   | 13,97 s      | 1,70 m       | 14,48 m       | 25,13 s | 6,28 m       | 53,74 m     | 2:21,43 min |
| 03    | Jelena Dawydowa      | URS    | 6093   | 14,38 s      | 1,85 m       | 12,09 m       | 24,45 s | 6,41 m       | 42,58 m     | 2:19,43 min |
| 04    | Irina Kuschenko      | URS    | 5959   | 13,82 s      | 1,85 m       | 13,11 m       | 25,14 s | 5,96 m       | 34,48 m     | 2:14,01 min |
| 05    | Regina Sablowskeite  | URS    | 5739   | 14,08 s      | 1,73 m       | 12,84 m       | 24,97 s | 5,68 m       | 39,66 m     | 2:17,84 min |
| 06    | Daniela Kluß         | FRG    | 5726   | 14,45 s      | 1,73 m       | 13,02 m       | 26,08 s | 5,91 m       | 43,86 m     | 2:19,07 min |
| 07    | Heidi Schmidt        | FRG    | 5583   | 14,35 s      | 1,67 m       | 11,76 m       | 24,65 s | 5,98 m       | 33,94 m     | 2:16,05 min |
| 08    | Marion Zillwich      | FRG    | 5573   | 14,05 s      | 1,73 m       | 11,32 m       | 25,01 s | 5,81 m       | 35,72 m     | 2:19,38 min |
| 09    | Birgit Michl         | FRG    | 5572   | 15,46 s      | 1,76 m       | 11,91 m       | 25,99 s | 5,89 m       | 43,94 m     | 2:18,06 min |
| 10    | Stefanie Hühn        | FRG    | 5390   | 14,00 s      | 1,73 m       | 10,78 m       | 25,13 s | 6,11 m       | 23,32 m     | 2:19,86 min |
| 11    | Heidrun Dieckhoff    | FRG    | 5269   | 14,41 s      | 1,70 m       | 11,33 m       | 25,47 s | 5,63 m       | 29,98 m     | 2:20,42 min |
| 12    | Marija Schtscherbyna | URS    | 4871   | 14,97 s      | 1,67 m       | 13,22 m       | 25,98 s | 5,95 m       | NMH         | 2:19,38 min |